# Тимирязевское сельское поселение (Орловская область)
Тимирязевское се́льское поселе́ние — муниципальное образование в Колпнянском районе Орловской области Российской Федерации.
Административный центр — деревня Тимирязево.

## История
Статус и границы сельского поселения установлены Законом Орловской области от 19 ноября 2004 года № 448-ОЗ «О статусе, границах и административных центрах муниципальных образований на территории Колпнянского района Орловской области».

## Население
| 2010 | 2012 | 2013 | 2014 | 2015 | 2016 | 2017 |
| ---- | ---- | ---- | ---- | ---- | ---- | ---- |
| 750  | ↘717 | ↘691 | ↘663 | ↘644 | ↘627 | ↘615 |
| 2018 | 2019 | 2020 | 2021 | 2023 |      |      |
| ↘606 | ↘605 | ↘590 | ↗667 | ↘653 |      |      |

## Состав сельского поселения
| №  | Населённый пункт   | Тип населённого пункта          | Население |
| -- | ------------------ | ------------------------------- | --------- |
| 1  | Больфуровка        | деревня                         | 7         |
| 2  | Ивано-Яковлевка    | деревня                         | 1         |
| 3  | Карташовка         | деревня                         | ↘330      |
| 4  | Красная Звезда     | деревня                         | 1         |
| 5  | Красная Сосна      | деревня                         | 20        |
| 6  | Кутузово           | деревня                         | 12        |
| 7  | Маклаки            | деревня                         | 0         |
| 8  | Петровка Вторая    | деревня                         | 0         |
| 9  | Петровка Первая    | деревня                         | 19        |
| 10 | Тимирязево         | деревня, административный центр | ↗72       |
| 11 | Удеревка Вторая    | деревня                         | 76        |
| 12 | Удеревка Первая    | деревня                         | 0         |
| 13 | Удеревские Выселки | деревня                         | 0         |
| 14 | Фёдоровка          | деревня                         | 6         |
| 15 | Хутор-Лимовое      | деревня                         | ↘206      |